# Abaarey
Abaarey (ook: Abarey, Abaareey, Abaaray, Cagaaran) is een stadje in het district Galkayo, regio Mudug, in de semiautonome staat Puntland, Somalië. 

Abaarey ligt ca. 35 km ten noorden van de hoofdstad van Mudug, Galkayo (Gaalkacyo), aan de geasfalteerde weg van Galkayo naar Garowe.
Klimaat: Abaarey heeft een aride steppeklimaat. De gemiddelde jaartemperatuur is 27 °C. April is de warmste maand, gemiddeld 28,6 °C; januari is het koelste, gemiddeld 24,5 °C. De jaarlijkse regenval bedraagt ca. 148 mm. Van december t/m maart en juni t/m september zijn er twee droge seizoenen en valt er vrijwel geen regen. De maanden april/mei en oktober zijn iets natter, maar ook dan valt er weinig neerslag: 30–51 mm per maand.